# Anthrenochernes stellae
Genre
Espèce
Anthrenochernes stellae, unique représentant du genre Anthrenochernes, est une espèce de pseudoscorpions de la famille des Chernetidae.

## Distribution
Cette espèce se rencontre en Tchéquie, en Allemagne, au Danemark, en Lettonie, en Pologne et en Suède.

## Publication originale
- Lohmander, 1939 : Zwei neue Chernetiden der nordwesteuropäischen Fauna. Göteborgs Kungliga Vetenskaps- och Vitterhetssamhälles Handlingar, sér. 5B, vol. 6, no 11, p. 1-11.